# Bahamasair
Bahamasair (IATA: UP, OACI: BHS, Indicativo: BAHAMAS) es la aerolínea nacional de las Bahamas, con sede en Nasáu, la capital del país. opera vuelos nacionales y 15 destinos en escala y vuelos regionales a La Habana, Cuba, y cuatro ciudades de la Florida. inició sus operaciones el 18 de junio de 1973. Su base principal es el Aeropuerto Internacional Lynden Pindling.

## Flota

### Flota Actual
La flota de Bahamasair incluye las siguientes aeronaves con una edad promedio de 12.9 años (octubre de 2022):
| ATR 42-600     | 3 | — |      |  |  |  |
| ATR 72-600     | 2 | — |      |  |  |  |
| Boeing 737-500 | 1 | — | Y120 |  |  |  |
| Boeing 737-700 | 3 | — | Y144 |  |  |  |
| Total          | 9 | — |      |  |  |  |

## Destinos
Destinos de Bahamasair:

### Destinos nacionales
- Bahamas
  - Andros Town
  - Arthur's Town
  - Bahamas Españolas
  - Deadmans Cay
  - Freeport
  - San Jorge, Exuma
  - Governors Harbour
  - Inagua
  - Mangrove Cay
  - Marsh Harbour
  - Mayaguana
  - Nassau HUB
  - North Eleuthera
  - San Andros
  - San Salvador
  - Andros del Sur
  - Spring Point
  - The New Iberia
  - Treasure Cay

### Destinos internacionales
- Cuba
  - La Habana

- Estados Unidos
  - Fort Lauderdale
  - Miami
  - Orlando
  - West Palm Beach

- Haití
  - Puerto Príncipe
- Jamaica
  - Kingston

- República Dominicana
  - Santo Domingo
- Islas Turcas y Caicos
  - Providenciales